# كارولين غاردنر بارتليت
كارولين غاردنر بارتليت (بالإنجليزية: Caroline Gardner Bartlett)‏ هي مغنية أمريكية، ولدت في 1868 في أوهايو في الولايات المتحدة، وتوفيت في 1938.